# Рукавишников, Андрей Владимирович
Андрей Владимирович Рукавишников (род. 1971) — маркетолог, вице-президент по маркетингу компаний «Балтика» и «Евросеть».

## Биография
Окончил факультет ВМК МГУ (1994). Учился в Хоуп-Колледже (штат Мичиган, США) (1991—1992), в бизнес-школе Уортон (Университет Пенсильвании, США) (2006), имеет степень MBA (2001) Американского института бизнеса и экономики (Москва).
Профессиональную карьеру начинал в рекламном агентстве российского представительства фирмы «McCann Erickson» (1993). Бренд-менеджер по крепким спиртным напиткам в российском отделении фирмы «International Distillers & Vintners» (1994—1995). Управляемый им водочный бренд Smirnoff стал лидером рынка импортируемых спиртных напитков в России. Возглавлял отдел маркетинга фирмы «Rothmans» (1995—1996). Работал в компании «Mars» бренд-менеджером по странам СНГ, менеджером по маркетингу стран Балтии, директором по продажам в Латвии и менеджером по сетевому бизнесу в СНГ (1996—2001). Директор департамента маркетинга компании «ДИЛАЙН» (2001—2002), российского дистрибутора и производителя компьютерной техники, где разработал и вывел на рынок российский компьютерный бренд «DEPO Computers». Вице-президент по маркетингу пивоваренной компании «Балтика» (2003—2006). В эти годы бренд «Балтики» был награждён титулами бренд года и «Эффи», а капитализация компании выросла в 5 раз. Вице-президент по маркетингу, рекламе и PR-кампании «Евросеть» (2007—2008). Главный маркетолог (Chief Marketing Officer) группы компаний «Евразия Глобал» (2008–2009). Управляющий партнёр компании EBITDA marketing.
В 2006 году журнал «Секрет фирмы» признал Рукавишникова №1 в рейтинге директоров по маркетингу России.
Автор книги по теории и практике современного маркетинга в России (2008).